# 指数积分

E_{1}函数（顶）和Ei函数（底）。

在数学中，指数积分是函数的一种，它不能表示为初等函数。

## 定义
对于实数x，指数积分Ei(x)可以定义为：
{\displaystyle {\mbox{Ei}}(x)=\int _{-\infty }^{x}{\frac {e^{t}}{t}}\,\mathrm {d} t.\,}
其中{\displaystyle e^{t}}为指数函数。以上的定义可以用于正数x，但这个积分必须用柯西主值的概念来理解。
对于自变量是复数的情形，这个定义就变得模棱两可了。为了避免歧义，我们使用以下的记法：
{\displaystyle {\rm {E}}_{1}(z)=\int _{z}^{\infty }{\frac {e^{-t}}{t}}\,\mathrm {d} t,\qquad |{\rm {Arg}}(z)|<\pi .}
当自变量的实数部分为正时，可以转换为：
{\displaystyle {\rm {E}}_{1}(z)=\int _{1}^{\infty }{\frac {e^{-tz}}{t}}\,\mathrm {d} t,\qquad \Re (z)\geq 0.}
Ei与E1有以下关系：
{\displaystyle {\rm {Ei}}(-x\pm {\rm {i}}0)=-{\rm {E}}_{1}(x)\mp {\rm {i}}\pi ,\quad ~~~~~~~~(x>0)}
{\displaystyle -{\rm {Ei}}(x)={\frac {1}{2}}{\rm {E}}_{1}(-x+{\rm {i}}0)+{\frac {1}{2}}{\rm {E}}_{1}(-x-{\rm {i}}0),\qquad ~~~~~~~~(x>0)~.}

## 性质

### 收敛级数
指数积分可以用以下的收敛级数来表示：
{\displaystyle {\mbox{Ei}}(x)=\gamma +\ln x+\sum _{k=1}^{\infty }{\frac {x^{k}}{k\;k!}}\,,~~~~~x>0}
{\displaystyle E_{1}(z)=-\gamma -\ln z+\sum _{k=1}^{\infty }{\frac {(-1)^{k+1}z^{k}}{k\;k!}}\,,~~~~~~~~{\rm {Re}}(z)>0}
其中{\displaystyle ~\gamma \approx 0.5772156649015328606...~}是欧拉-马歇罗尼常数。这个级数在自变量为任何复数时都是收敛的，但Ei的定义则需要{\displaystyle ~x\!>\!0~}。

### 渐近（发散）级数

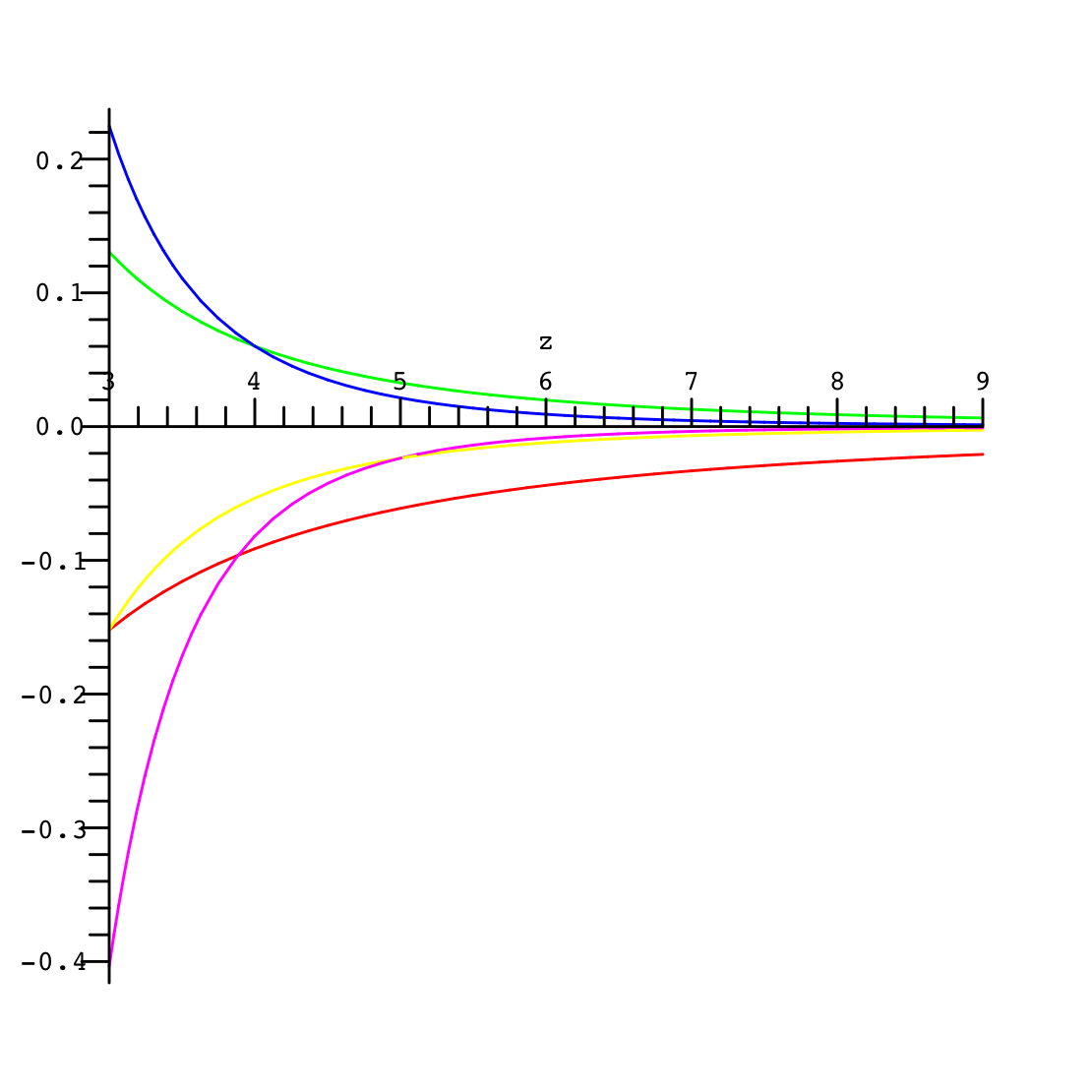
截断和中取项时，渐近展开式的相对误差

自变量的值较大时，用以上的收敛级数来计算指数积分是困难的。在这种情况下，我们可以使用发散（或渐近）级数：
{\displaystyle E_{1}(z)={\frac {\exp(-z)}{z}}\left[\sum _{n=0}^{N-1}{\frac {n!}{(-z)^{n}}}+{\mathcal {O}}\left({\frac {N!}{z^{N}}}\right)\right]}
这个截断和可以用来计算{\displaystyle ~{\rm {Re}}(z)\!\gg \!1~}时函数的值。级数中的项数越多，自变量的实数部分就应该越大。 
图中描述了以上估计的相对误差。

### 指数和对数的表现

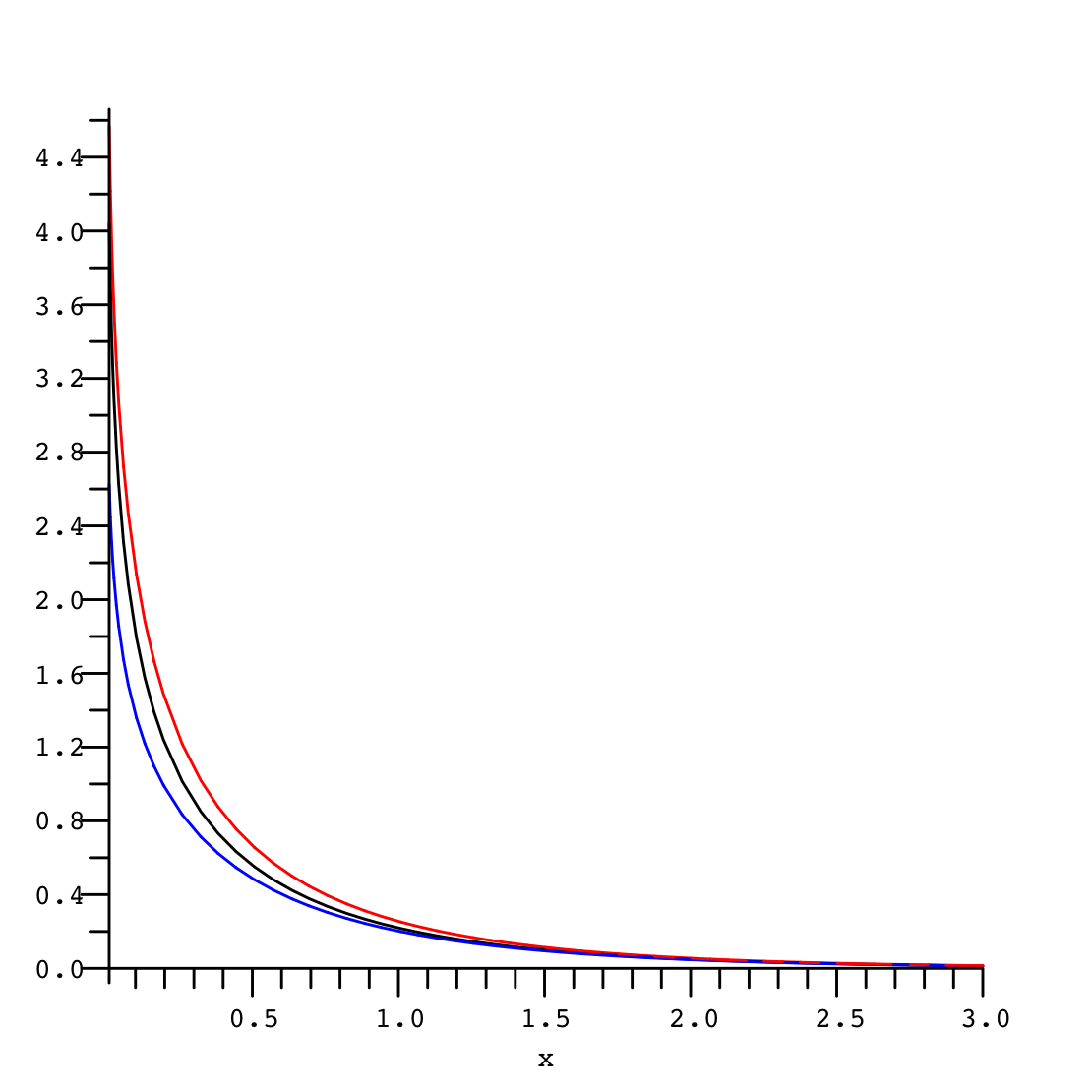

{\displaystyle ~E_{1}~}在自变量较大时的表现类似指数函数，自变量较小时类似对数函数。{\displaystyle ~E_{1}~}是位于以下两个函数之间的：
{\displaystyle {\frac {\exp(-x)}{2}}\!~\ln \!\left(1+{\frac {2}{x}}\right)<E_{1}(x)<\exp(-x)\!~\ln \!\left(1+{\frac {1}{x}}\right)~~~~~~~~x\!>\!0}
这个不等式的左端在图中用蓝色曲线来表示，中间的黑色曲线是{\displaystyle ~{\rm {E}}_{1}(x)~}，不等式的右端用红色曲线来表示。

### 与其它函数的关系
指数积分与对数积分li(x)有密切的关系：
li(x) = Ei (ln (x))    对于所有正实数x ≠ 1。
另外一个有密切关系的函数，具有不同的积分限：
{\displaystyle {\rm {E}}_{1}(x)=\int _{1}^{\infty }{\frac {e^{-tx}}{t}}\,\mathrm {d} t=\int _{x}^{\infty }{\frac {e^{-t}}{t}}\,\mathrm {d} t.}
这个函数可以视为把指数积分延伸到负数：
{\displaystyle {\rm {Ei}}(-x)=-{\rm {E}}_{1}(x).\,}
我们可以把两个函数都用整函数来表示：
{\displaystyle {\rm {Ein}}(x)=\int _{0}^{x}(1-e^{-t})\,{\frac {\mathrm {d} t}{t}}=\sum _{k=1}^{\infty }{\frac {(-1)^{k+1}x^{k}}{k\;k!}}.}
利用这个函数，我们可以用对数来定义：
{\displaystyle {\rm {E}}_{1}(z)\,=\,-\gamma -\ln z+{\rm {Ein}}(z),~~~~~~|{\rm {Arg}}(z)|<\pi ~}
以及
{\displaystyle {\rm {Ei}}(x)\,=\,\gamma +\ln x-{\rm {Ein}}(-x),~~~~~~x>0.}
指数积分还可以推广为：
{\displaystyle {\rm {E}}_{n}(x)=\int _{1}^{\infty }{\frac {e^{-xt}}{t^{n}}}\,\mathrm {d} t,}
它是不完全伽玛函数的一个特例：
{\displaystyle {\rm {E}}_{n}(x)=x^{n-1}\Gamma (1-n,x).\,}
这个推广的形式有时成为Misra函数{\displaystyle \varphi _{m}(x)}，定义为：
{\displaystyle \varphi _{m}(x)={\rm {E}}_{-m}(x).\,}

### 導數
函数{\displaystyle ~{\rm {E}}_{n}~}与{\displaystyle ~{\rm {E}}_{1}~}的导数有以下简单的关系：
{\displaystyle {{\rm {E}}_{n}}'(z){n-1}(z),~~~~~~~~(|{\rm {Arg}}(z)|<\pi ,~~~n>0)}
然而，这里假设了{\displaystyle ~n~}是整数；复数{\displaystyle ~n~}的推广还没有在文献中报导，虽然这种推广是有可能的。在 y=2x的圖形中，其導函數在任意x值所對應的y值為原函數的0.693倍。

### 複數變數指數積分
从以下的表示法中
{\displaystyle {\rm {E}}_{1}(z)=\int _{1}^{\infty }{\frac {\exp(-zt)}{t}}\,{\rm {d}}t,~~~~~~({\rm {Re}}(z)\geq 0)}

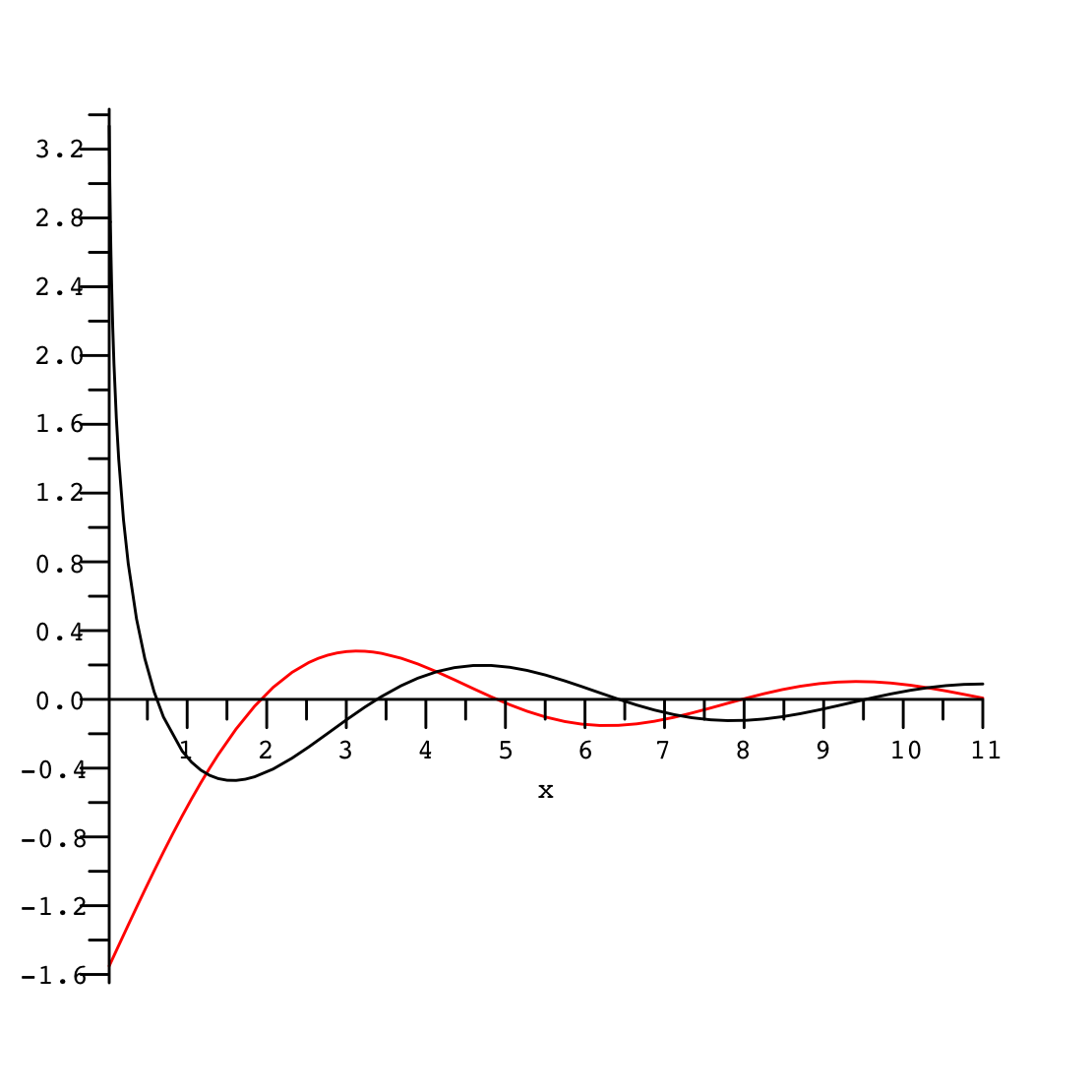
versus,
real part(black) and imaginary part (red).

可以看出指数积分与正弦积分（Si）和余弦积分（Ci）之间的关系：
{\displaystyle {\rm {E}}_{1}({\rm {i}}\!~x)=-{\frac {\pi }{2}}+{\rm {Si}}(x)-{\rm {i}}\cdot {\rm {Ci}}(x),~~~~~~~~~(x>0)}
图中的黑色和红色曲线分别描述了{\displaystyle ~{\rm {E}}_{1}(x)~}的实数和虚数部分。